# کنسبا
کنسبا (به عربی: کنسبا) یک منطقهٔ مسکونی در سوریه است که در شهرستان الحفة واقع شده‌است.

## خصوصیات
کنسبا ۵۱۴ نفر جمعیت دارد.